# Ionenfalle

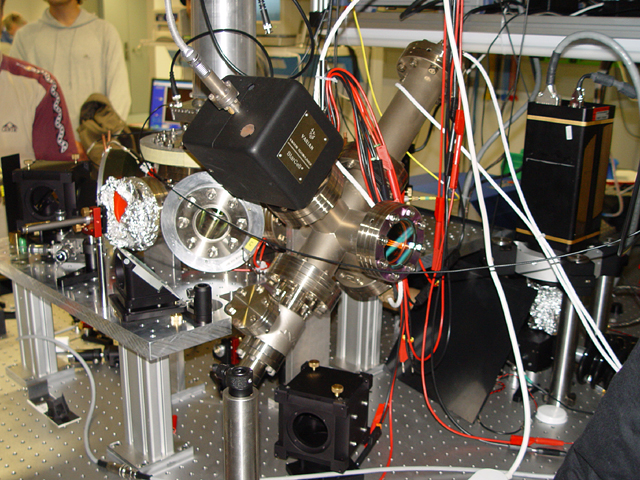
Vakuumkammer, die eine Ionenfalle enthält

 In einer Ionenfalle werden Ionen, also elektrisch geladene Atome oder Moleküle, mittels elektrischer und magnetischer Felder festgehalten. Abhängig von Art und Stärke der einwirkenden Felder kann man gezielt Ionen einer bestimmten Masse „gefangen“ halten. Alternativ kann man sämtliche Ionen in der Falle vorrätig halten und durch Veränderung der Felder Ionen einer bestimmten Masse entnehmen und so den Ionen-Vorrat gezielt massenaufgetrennt scannen.

## Entwicklung
1953 entwickelte der Physiker Wolfgang Paul die Theorie, Ionen in einem elektrischen, oszillierenden Quadrupolfeld zu speichern. Das Konzept der Paul-Falle war für Analytiker nur von untergeordnetem Interesse, da nur Ionen eines bestimmten m/z-Verhältnisses speicherbar waren. 1983 wurde die Methode durch George Stafford erweitert, was zum Durchbruch dieser Technologie in der analytischen Chemie führte, da nun die Speicherung aller Massen und ein selektives Entnehmen möglich wurden.

## Methodik
Die Speicherung der Ionen erfolgt im Vakuum und ohne Kontakt zu einer Oberfläche. Es gibt verschiedene Ausführungen der Ionenfalle; die am häufigsten verwendeten sind die Paul-Falle und die Penning-Falle.
In der Paul-Falle wird ein zeitlich veränderliches elektromagnetisches Feld verwendet, um Ionen  festzuhalten. Hat dieses Feld die Form eines Quadrupols, wird die Falle auch als Quadrupol-Falle bezeichnet. Die Paul-Falle ist eng verwandt mit dem Quadrupol-Massenspektrometer.
Bei der Penning-Falle führt eine Kombination von zeitlich konstantem elektrischem Feld und ebenfalls zeitlich konstantem Magnetfeld zu einer Speicherung der Ionen. Etliche andere Typen existieren. In einer Electron Beam Ion Trap wird zum Beispiel ein stark fokussierter Elektronenstrahl in Kombination mit statischen elektrischen Feldern verwendet. Die Elektrostatische Ionenstrahlfalle (Electrostatic Ion Beam Trap) verwendet ausschließlich elektrostatische Felder, um einen Strahl von Ionen bei vergleichsweise hoher kinetischer Energie zu speichern.

## Anwendungen
Ionenfallen haben Anwendungen in der Massenspektrometrie, in der optischen Präzisions-Spektroskopie, beim Bau von Quantencomputern und zur Erforschung von Reaktionskinetik.
Bei dem Einsatz der Ionenfalle als Massenfilter liegen an Endkappen- und Ringelektrode eine Wechselspannung im Radiofrequenzbereich an. Bei richtiger Spannung und Frequenz werden die Flugbahnen gewisser Ionen instabil und kollidieren mit den Ringelektroden. Nur die Ionen mit passendem Masse-zu-Ladungs Verhältnis bleiben in der Falle. Die selektierten Ionen können anschließend detektiert werden. Mit Ionenfallen-Massenspektrometern können mehrfache Stoßexperimente nacheinander durchgeführt werden (MSn). Erhaltene Fragmente können selektiert und gezielt weiter fragmentiert werden. Durch das verbesserte Signal-Rauschverhältnis wird der Messaufbau empfindlicher.